# 中村靖 (地方公務員)
中村 靖（なかむら やすし）は、日本の地方公務員。東京都交通局長、日本地下鉄協会副会長、東京都知事本局長を経て、はとバス代表取締役社長や、日本バス協会副会長、東京バス協会副会長を務めた。

## 人物・経歴
東京都出身。1978年東京大学法学部卒業。1981年東京都入庁、養育院管理部。1994年東京都交通局大塚自動車営業所長。2002年東京都財務局主計部公債課長（統括）。2004年東京都港湾局参事、東京テレポートセンター総務部長。2007年東京都知事本局自治制度改革推進担当部長。2008年東京都産業労働局金融監理室長。2010年東京都交通局総務部長。
2011年東京都交通局次長。2012年東京都交通局長、日本地下鉄協会副会長。2013年東京都知事本局長。2014年はとバス代表取締役社長、シーライン東京取締役。2016年東京TYフィナンシャルグループ取締役。日本バス協会副会長、日本バス協会貸切委員長、東京バス協会副会長、東京観光財団監事なども務めた。